# Mikkel Mac
Mikkel Mac Jensen, född den 18 december 1992 i Nykøbing Falster är en dansk racerförare.